# Тулумба
Тулу́мба (тур. tulumba tatlısı, серб. Тулумбе, з італ. tromba — «трубка») — десертна страва балканської і турецької кухонь, популярна в Азербайджані, Албанії, Косово, Боснії та Герцеговині, Болгарії, на Кіпрі, в Туреччині та Македонії.
Тулумбу готують з прісного тіста, порізаного на невеликі шматочки довжиною до 5 см. Заготовки у вигляді трубочок або циліндрів обсмажують до золотистого кольору, після чого поливають солодким сиропом. Готовій страві дають повністю охолонути й лише потім ставлять на стіл.